# 남산초등학교 (춘천시)
남산초등학교는 대한민국 강원특별자치도 춘천시 남산면 방곡리에 있는 공립 초등학교이다.

## 학교 연혁
- 1922년 11월 22일 남산공립보통학교로 개교
- 1938년 4월 1일 남산공립심상소학교로 개칭
- 1941년 4월 1일 남산공립국민학교로 개칭
- 1981년 3월 1일 병설유치원 인가 및 개원
- 1996년 3월 1일 남산초등학교로 개칭
- 2006년 3월 1일 발산분교장 통폐합
- 2009년 3월 1일 가정초등학교 통폐합
- 2012년 2월 17일 농어촌 전원학교 전국 최우수교 표창
- 2022년 1월 16일 제93회 졸업식(졸업생 4,185명)
- 2025년 3월 1일 제40대 교장 민철홍 취임

## 참고 자료
- 남산초등학교 - 한국교육학술정보원 학교알리미